# Loch Rangag
Loch Rangag är en sjö i Storbritannien.   Den ligger i kommunen Highland och riksdelen Skottland, i den norra delen av landet, 800 km norr om huvudstaden London. Loch Rangag ligger 130 meter över havet.  Trakten runt Loch Rangag består i huvudsak av gräsmarker.